# Abby Mann
Abraham Goodman conhecido como Abby Mann (Filadélfia, 1 de dezembro de 1927 – Beverly Hills, 25 de março de 2008) foi um produtor e roteirista de filmes. Premiado com o Óscar de melhor roteiro adaptado pelo filme Judgment at Nuremberg.